# Saint-Dionisy
Saint-Dionisy település Franciaországban, Gard megyében. Lakosainak száma 1071 fő (2022. január 1.). Saint-Dionisy Calvisson, Clarensac, Langlade, Nages-et-Solorgues és Saint-Côme-et-Maruéjols községekkel határos.

## Népesség
A település népessége az elmúlt években az alábbi módon változott:
| Lakosok száma | 160  | 370  | 401  | 818  | 978  | 1004 | 1039 | 1070 | 1073 | 1071 |
|               | 1968 | 1982 | 1990 | 2006 | 2013 | 2015 | 2017 | 2019 | 2020 | 2022 |